# 関係的契約理論
関係的契約理論（かんけいてきけいやくりろん、英: Relational Theory of Contract（RTC） or Relational Contract Theory）とは、アメリカ合衆国の法学者であるイアン・マクニールが提唱した学説で、イデオロギーに基づくモデル化された契約ではなく現実に存在する契約をあるがままに捉え、社会背景の中に契約を把握することを特徴とする。この理論は、ノーベル経済学賞を受賞したオリバー・ウィリアムソンが取引費用経済学を構築する上でも大きな影響を与えた。

## 契約のスペクトル
関係的契約理論では、契約には単発的傾向が強いものから関係的傾向の強いものまで諸種が存在すると考え、契約はそれぞれ単発性の極と関係性の極をもつ契約のスペクトルの間に位置づけることが出来ると説明する。

## 共通契約規範
関係的契約理論では、すべての契約は次の十の共通契約規範を有すると説明する。
（1）役割の完全性、（2）互酬性、（3）プランの履行、（4）合意の実現、（5）柔軟性、（6）契約的連帯性、（7）原状回復利益、信頼利益・履行利益（「連結規範」）、（8）権力の創造と抑制（「権力規範」）、（9）手段の妥当性、（10）社会基盤との調和
関係的契約では、特に「役割の完全性」「契約的連帯性」「社会基盤との調和」、更に「互酬性」「柔軟性」「権力の創造と抑制（「権力規範」）」の規範が強調され、単発的契約では、「プランの履行」「合意の実現」の規範が強調されると説明する。

## 単発的契約
単発的契約とは、現在化が可能でかつ単発性を有する契約のことをいう。
現在化とは、契約締結時に、将来起こる可能性のある事柄すべてを予測することをいう。また、単発性とは、契約当事者が過去にも将来にも関係性を有しないことをいう。
具体的に単発的契約とは、株式取引やスポット取引のような短期的個別的取引で、契約内容やその義務、不履行時の義務の内容が明確な契約のことである。完備契約と似ているが、それよりも狭い概念である。
もっとも、「異国の地における高速道路のガソリンスタンドでの給油」でさえ、当事者の間にいくらかの関係性が生じるので、完全な単発的契約は現実には全く存在しないと考えられている。

## 関係的契約
契約は「ビリヤードの玉を突く」ようなものであり当事者の人間関係は「蜘蛛の巣状」であるから、すべての契約は関係的契約であると考えられている。そのため、関係的契約は特に定義されておらず、そもそも定義は不可能だと考えられている。
とはいえ、関係的な傾向が強い契約は、複雑性や継続性の特徴を有する。労働契約や建設契約、フランチャイズ契約がその例であり不完備契約と似ているが、関係的契約理論では企業関係も「契約の束」として関係的契約と考えており、それよりも広い概念である。

## 理論の展開
現在、日本を含む各国の研究者が、契約のスペクトルや共通契約規範といったアイデアを契約の分析ツールとして活用し、それぞれアレンジした関係的契約理論の拡張や展開を試みている。